# Mycosphaerella calamagrostidis
Mycosphaerella calamagrostidis är en svampart som beskrevs av Volkart 1906. Mycosphaerella calamagrostidis ingår i släktet Mycosphaerella och familjen Mycosphaerellaceae.   Inga underarter finns listade i Catalogue of Life.